# A lyga (2018)
Sezon 2018 był 29. edycją najwyższej klasy rozgrywkowej piłki nożnej na Litwie. Sezon rozpoczął się 24 lutego, a zakończył 19 listopada. Tytuł mistrzowski obroniła drużyna Sūduva Mariampol, triumfując w A lydze drugi raz w historii.
Pierwsze 28. kolejek rozgrywek prowadzono systemem kołowym, w którym każda drużyna gra z każdą dwa razy jako gospodarz oraz dwa razy jako gość. Po rozegraniu tych spotkań ostatni zespół w tabeli spada z ligi, natomiast przedostatni zagrał w barażu o utrzymanie. Sześć czołowych drużyn awansowało do grupy mistrzowskiej, w której musiały rozegrać dodatkowy mecz z każdym z pozostałych rywali.

## Drużyny
| Uczestnicy poprzedniej edycji                                                                                 | Uczestnicy poprzedniej edycji | Uczestnicy poprzedniej edycji | Uczestnicy poprzedniej edycji |
| --- | ----------------------------- | ----------------------------- | ----------------------------- |
| SŪD | Sūduva Mariampol              | 1                             |                               |
| ŽAL | Žalgiris Wilno                | 2                             |                               |
| TRK | FK Trakai                     | 3                             |                               |
| JON | FK Jonava                     | 4                             |                               |
| ATL | Atlantas Kłajpeda             | 5                             |                               |
| STU | Stumbras Kowno                | 7                             |                               |
| KAU | Žalgiris Kowno                | 8                             |                               |
| Awans z I lyga 2017                                                                                           |                               |                               |                               |
| PAL | FK Palanga                    | 1                             |                               |
| Oznaczenia: - kolumna pierwsza – skróty nazw drużyn, - kolumna trzecia – miejsce zajęte w poprzednim sezonie. |                               |                               |                               |

## Sezon zasadniczy

### Tabela
| Lp. | Drużyna              | M  | Z  | R | P  | Bramki | Bramki | Różn. | Pkt | Uwagi                        |
| --- | -------------------- | -- | -- | - | -- | ------ | ------ | ----- | --- | ---------------------------- |
| 1   | Sūduva Mariampol (M) | 28 | 21 | 4 | 3  | 59     | 16     | +43   | 67  | Awans do grupy mistrzowskiej |
| 2   | Žalgiris Wilno       | 28 | 19 | 5 | 4  | 60     | 20     | +40   | 62  | Awans do grupy mistrzowskiej |
| 3   | Stumbras Kowno       | 28 | 13 | 6 | 9  | 36     | 25     | +11   | 45  | Awans do grupy mistrzowskiej |
| 4   | FK Trakai            | 28 | 11 | 9 | 8  | 37     | 26     | +11   | 42  | Awans do grupy mistrzowskiej |
| 5   | Žalgiris Kowno       | 28 | 10 | 5 | 13 | 22     | 31     | −9    | 35  | Awans do grupy mistrzowskiej |
| 6   | Atlantas Kłajpeda    | 28 | 6  | 5 | 17 | 26     | 55     | −29   | 23  | Awans do grupy mistrzowskiej |
| 7   | FK Palanga           | 28 | 5  | 5 | 18 | 17     | 58     | −41   | 20  | Baraż o utrzymanie           |
| 8   | FK Jonava (S)        | 28 | 4  | 7 | 17 | 24     | 50     | −26   | 19  | Spadek do 2019 I lyga        |

### Wyniki
| Gospodarz \ Gość  | ATL | JON | KAU | PAL | STU | SŪD | TRK | UTE |
| Atlantas Kłajpeda |     | 1:0 | 0:1 | 1:1 | 0:0 | 0:3 | 0:2 | 2:5 |
| FK Jonava         | 1:1 |     | 0:1 | 4:0 | 0:2 | 0:0 | 0:0 | 1:2 |
| Žalgiris Kowno    | 2:3 | 1:0 |     | 0:0 | 0:1 | 0:3 | 1:4 | 0:0 |
| FK Palanga        | 0:2 | 1:1 | 1:0 |     | 0:2 | 0:2 | 1:0 | 1:2 |
| Stumbras Kowno    | 0:2 | 4:0 | 0:2 | 0:1 |     | 0:1 | 0:2 | 0:0 |
| Sūduva Mariampol  | 2:1 | 4:2 | 4:1 | 2:0 | 2:0 |     | 0:0 | 0:0 |
| FK Trakai         | 0:1 | 1:1 | 2:0 | 2:0 | 1:1 | 1:4 |     | 0:1 |
| Žalgiris Wilno    | 3:1 | 1:2 | 2:0 | 4:0 | 1:1 | 2:3 | 3:2 |     |

| Gospodarz \ Gość  | ATL | JON | KAU | PAL | STU | SŪD | TRK | ŽAL |
| Atlantas Kłajpeda |     | 1:1 | 0:1 | 1:1 | 1:3 | 2:5 | 0:2 | 1:5 |
| FK Jonava         | 2:1 |     | 0:2 | 3:1 | 1:3 | 1:2 | 1:3 | 0:6 |
| Žalgiris Kowno    | 4:0 | 1:1 |     | 2:0 | 0:2 | 1:0 | 1:1 | 0:1 |
| FK Palanga        | 2:0 | 3:1 | 0:1 |     | 1:5 | 1:4 | 2:2 | 0:5 |
| Stumbras Kowno    | 2:1 | 3:0 | 0:0 | 2:0 |     | 1:2 | 1:0 | 0:2 |
| Sūduva Mariampol  | 2:0 | 2:0 | 1:0 | 5:0 | 3:0 |     | 0:0 | 0:1 |
| FK Trakai         | 1:2 | 1:0 | 1:0 | 3:0 | 2:2 | 1:2 |     | 1:0 |
| Žalgiris Wilno    | 3:1 | 2:1 | 4:0 | 2:0 | 0:1 | 1:0 | 2:2 |     |

## Grupa mistrzowska

### Tabela
| Lp. | Drużyna              | M  | Z  | R | P  | Bramki | Bramki | Różn. | Pkt | Uwagi                                        |
| --- | -------------------- | -- | -- | - | -- | ------ | ------ | ----- | --- | -------------------------------------------- |
| 1   | Sūduva Mariampol (M) | 33 | 24 | 5 | 4  | 72     | 20     | +52   | 77  | Liga Mistrzów UEFA • II runda kwalifikacyjna |
| 2   | Žalgiris Wilno       | 33 | 23 | 6 | 4  | 70     | 23     | +47   | 75  | Liga Europy UEFA • I runda kwalifikacyjna    |
| 3   | FK Trakai            | 33 | 14 | 9 | 10 | 46     | 29     | +17   | 51  | Liga Europy UEFA • I runda kwalifikacyjna    |
| 4   | Stumbras Kowno       | 33 | 15 | 6 | 12 | 45     | 35     | +10   | 51  |                                              |
| 5   | Žalgiris Kowno1      | 33 | 11 | 6 | 16 | 29     | 41     | −12   | 39  | Liga Europy UEFA • I runda kwalifikacyjna    |
| 6   | Atlantas Kłajpeda    | 33 | 6  | 6 | 21 | 28     | 75     | −47   | 24  |                                              |

### Wyniki
| Gospodarz \ Gość  | ATL | KAU | STU | SŪD | TRK | ŽAL |
| Atlantas Kłajpeda |     | 1:3 |     |     | 1:5 |     |
| Žalgiris Kowno    |     |     | 1:2 | 1:1 |     |     |
| Stumbras Kowno    | 6:0 |     |     | 1:4 | 0:3 |     |
| Sūduva Mariampol  | 6:0 |     |     |     | 1:0 | 1:2 |
| FK Trakai         |     | 1:0 |     |     |     | 0:1 |
| Žalgiris Wilno    | 0:0 | 5:2 | 2:0 |     |     |     |

Źródło: 
Objaśnienia:
1Drużyna gospodarzy jest wymieniona po lewej stronie tabeli.
Kolory: zielony – zwycięstwo gospodarzy, żółty – remis, różowy – zwycięstwo gości.

## Baraż o utrzymanie
W barażowym meczu o utrzymanie w A lyga zmierzyły się ze sobą 7. drużyna sezonu zasadniczego A lyga – FK Palanga oraz wicemistrz I lygi – DFK Dainava. W dwumeczu padł wynik 5:0 dla FK Palangi.

### Pierwszy mecz
| 28 października 2018 15:00 | DFK Dainava | 0:3(0:2) | FK Palanga · Aniefiok 15', 28' · Dombrauskis 47' | Stadion Miejski, Olita Widzów: 1520 Sędzia: Gediminas Mažeika |
|                            |             |          |                                                  |                                                               |

### Rewanż
| 3 listopada 2018 12:00 | FK Palanga · Juška 49' · Urbys 70' | 2:0(0:0) | DFK Dainava | Stadion Miejski, Gorżdy Widzów: 400 Sędzia: Manfredas Lukjančukas |
|                        |                                    |          |             |                                                                   |

## Najlepsi strzelcy
| Bramki | Zawodnik           | Drużyna                      |
| ------ | ------------------ | ---------------------------- |
| 23     | Liviu Antal        | Žalgiris Wilno               |
| 17     | Marcos Junior      | Stumbras Kowno               |
| 12     | Donatas Kazlauskas | Atlantas Kłajpeda, FK Trakai |
| 11     | Ogana Louis        | Žalgiris Wilno               |
| 10     | Gerson Acevedo     | Sūduva Mariampol             |
| 9      | Ovidijus Verbickas | Sūduva Mariampol             |

Źródło: